# Édouard Louis
Édouard Louis (født Eddy Bellegueule; 30. oktober 1992) er en fransk forfatter. Louis er uddannet sociolog og filosof, og med et forfatterskab, der tager udgangspunkt i sin egen opvækst præget af fattigdom, alkoholisme og homofobi, tematiserer han social og økonomisk ulighed. Édouard Louis har udgivet fem autobiografiske værker, der alle er oversat til dansk, og redigeret en faglitterær antologi om sociologen Pierre Bourdieus indflydelse. Han bliver set som en af de vigtigste stemmer i fransk litteratur.

## Biografi
Édouard Louis, født Eddy Bellegueule, er født og opvokset i byen Hallencourt i det nordlige Frankrig, der også fungerer som ramme for hans debutroman, den selvbiografiske En finir avec Eddy Bellegueule (dansk: 'Færdig med Eddy Bellegueule'), der udkom på fransk i 2014 og på dansk i 2015.
Louis voksede op i en fattig familie afhængig af offentlig understøttelse: Hans far var fabriksarbejder i et årti, indtil "En dag på arbejdet faldt en container ned på ham og knuste hans ryg og efterlod ham sengeliggende på morfin mod smerten" og ude af stand til at arbejde. Hans mor fandt lejlighedsvis arbejde med at bade ældre mennesker. Den fattigdom, racisme, alkoholisme og hans homoseksualitet, som han under sin opvækst levede med i sin familie, er genstand for hans senere litterære arbejde.
Som den første i sin familie har han en uddannelse fra universitetet. I 2011 blev han optaget på to af de mest prestigefyldte institutioner for videregående uddannelse i Frankrig, École Normale Supérieure og på École des hautes études en sciences sociales  i Paris. I 2013 skiftede han officielt navn til Édouard Louis.
Samme år redigerede han antologien Pierre Bourdieu: L'insoumission en héritage, som analyserer Pierre Bourdieus indflydelse på kritisk tænkning, politisk frigørelse, emancipation og kunst.
I 2014 udgav han En finir avec Eddy Bellegueule (dansk: 'Færdig med Eddy Bellegueule'), en selvbiografisk roman. Bogen var genstand for omfattende mediebevågenhed og blev hyldet for sine litterære kvaliteter og overbevisende historie. Bogen skabte også debat om opfattelsen af arbejderklassen. Den var en bestseller i Frankrig og er blevet oversat til mere end 20 sprog, herunder dansk i 2015.
I september 2015 skrev Édouard Louis et åbent brev, Manifest for en intellektuel og politisk modoffensiv, sammen med filosoffen Geoffroy de Lagasnerie. I brevet, som blev offentliggjort på forsiden af den franske avis Le Monde, og senere blev genoptrykt på engelsk af Los Angeles Review of Books, fordømmer Louis og Lagasnerie legitimeringen af højreorienterede dagsordener i den offentlige diskurs og fastlægger principper, hvorefter venstreorienterede intellektuelle skal genindgå i den offentlige debat.
I 2016 udgav Louis sin anden roman, Voldens historie. Ved at gengive historien om hans voldtægt og mordforsøg juleaften 2012 centrerer den selvbiografiske roman om voldens cykliske og selvforstærkende natur i samfundet.
I maj 2017 skrev Louis "Why My Father Votes for Le Pen", en kronik, der blev offentliggjort på forsiden af den amerikanske avis The New York Times. I artiklen, der blev offentliggjort kort inden det franske præsidentvalg, argumenterede Louis for, at nationalistiske og højreorienterede politikeres stigning i popularitet blandt arbejderklassen og fattige vælgere i Frankrig var et resultat af ændrede prioriteringer på venstrefløjen.
I maj 2018 udgav Louis sin tredje roman, Qui a tué mon père (dansk: 'Hvem slog min far ihjel'), hvori han uddyber dette tema. Han udforsker sin fars forværrede helbred e fterarbejdsulykken, og den yderligere kropslige overlast, han udsættes for som følge af politiske beslutninger, der reducerede hans økonomiske støtte og derfor tvang ham tilbage på arbejde.
Bogen En kvindes forvandling fra 2022 blev Louis' fjerde roman og omhandler hans mor. Bogen adskiller sig fra resten af Louis' forfatterskab ved ikke blot at tematisere sin lidelseshistorie, men også en kærlighedshistorie: "I min tilværelse har jeg krydset mange mennesker, hvis liv fik mig til at græde. Hvorfor skulle der ikke være plads til det i litteraturen? Det, der er rationelt, er jo lige præcis at tale om følelserne," har han sagt til Politiken.
Édouard Louis' femte roman, Changer: méthode (dansk: 'Forvandlingens metode'), udkom i 2022. Bogen skildrer Louis' rejse fra arbejderopvæksten i det nordlige Frankrig til forfattertilværelsen i Paris. I bogen beskriver Édouard Louis hvordan, han som et mirakel bliver student, da han møder Elena, som kommer fra en kulturel familie; noget Louis ikke selv har stiftet bekendtskab med før. Han lærer de færdigheder, han har brug for for at kunne begå sig i Frankrigs kulturelite. Dette kommer i brug, da han senere bliver introduceret til akademia i Paris og beslutter sig for at blive forfatter.

## Litterær stil og indflydelse
Édouard Louis' værker er tydeligt inspireret af forfatterens sociologiske baggrund: Pierre Bourdieus indflydelse gennemsyrer hans romaner, som undersøger temaerne social udstødelse, dominans og fattigdom. William Faulkners indflydelse kommer også til udtryk gennem Louis' brug af forskellige sprogniveauer i samme sætning; han sætter således slang og talesprog i hjertet af hans forfatterskab. Louis' roman Voldens historie indeholder desuden et essay om Faulkners roman Sanctuary.
Forfatteren har forklaret, at han ved at arbejde med forskellige sprogniveauer ønsker at bruge vold som et litterært subjekt: "Jeg vil gøre vold til et litterært rum, ligesom Marguerite Duras lavede et litterært rum af galskab, eller som Claude Simon gjorde krig til et litterært rum, eller som Hervé Guibert gjorde med sygdom."
Louis har sagt, at hans primære moderne indflydelse var den franske sociolog Didier Eribon, hvis bog Retour à Reims, ifølge Louis, "markerede et vendepunkt for hans fremtid som forfatter." Han har også inkluderet James Baldwin og Simone de Beauvoir blandt "de forfattere, der har betydet mest for mig".

### Romaner
- En finir avec Eddy Bellegueule. Le Seuil. 2014. ISBN 9782021117707.
  - Louis, Édouard (2015). Færdig med Eddy Bellegueule. Oversat af Stjernfelt, Agnete Dorph. København: Rosinante. ISBN 9788763836746.
- Histoire de la violence : roman. Éditions du Seuil. 2016. ISBN 9782021177787.
  - Louis, Édouard (2017). Voldens historie : roman. Oversat af Grodin, François-Eric. Etcetera. ISBN 9788793316126.
- Qui a tué mon père. Seuil. 2018. ISBN 9782021399431.
  - Louis, Édouard (2019). Hvem slog min far ihjel. Oversat af Grodin, François-Eric. Rosinante. ISBN 9788763859998.
- Combats et métamorphoses d'une femme. Seuil. 2021. ISBN 9782021312546.
  - Louis, Édouard (2022). En kvindes forvandling. Oversat af Grodin, François-Eric. København: Gyldendal. ISBN 9788763860796.
- Changer: méthode. Seuil. 2022. ISBN 9782757896549.
  - Louis, Édouard (2023). Forvandlingens metode. Oversat af Grodin, François-Eric. København: Gyldendal. ISBN 9788702364538.

### Faglitteratur
- Louis, Édouard, red. (2013). Pierre Bourdieu. L'insoumission en héritage. PUF. ISBN 978-2-13-061935-2.